# Tã giấy hữu cơ
Tã giấy hữu cơ là loại tã giấy sử dụng 1 lần nhưng đáp ứng được 2 tiêu chuẩn: An toàn tuyệt đối cho người sử dụng và thân thiện với môi trường. Tã giấy hữu cơ đang là một xu thế trên thế giới do những tiện lợi mà nó mang lại so với tã giấy thông thường (tã giấy).

## Sự ra đời của tã giấy hữu cơ
Ra đời từ năm 1946, tã giấy (diaper - bỉm sử dụng 1 lần) là một vật dụng không thể thiếu cho bé từ sơ sinh. Lịch sử của ngành đã chứng kiến nhiều cải tiến để tã giấy dần trở thành một sản phẩm tiện lợi không thể thiếu cho các em bé và cả những người già. Cho đến những năm cuối thế kỷ 20, nhiều nhà khoa học đã lên tiếng phản đối vì vấn đề sức khỏe của người dùng và "sức khỏe" của chính môi trường do sử dụng tã giấy gây nên.
- Tã giấy thông thường có thể gây ung thư cho người dùng
Các nhà sản xuất  tã giấy đưa chất tẩy trắng Clo và còn bổ sung chất khử mùi, nước hoa để sản xuất tã giấy từ các nguồn tái chế. Đặc biệt, theo GreenAmerica.org, các nhà nghiên cứu cũng đã phát hiện dấu vết của dioxin - phụ phẩm của quá trình tẩy trắng, trong một nhiều loại tã giấy này. 
Bên cạnh đó, các chất như Formaldehyd (thường được sử dụng để chống nhăn, chống bám bẩn và giúp bền màu) và các hóa chất như xylene, ethylbenzene, styrene và ispropylene (các chất liên quan đến chất hóa dầu giúp tã bền, dai hơn) cũng được tìm thấy trong tã giấy. Những hóa chất này chính là nguyên nhân dẫn tới việc tổn thương các tế bào biểu bì của trẻ và nguy hiểm hơn là dẫn đến rối loạn nội tiết, ung thư.
Mặt khác, nguồn bông để sản xuất tã giấy với dư lượng thuốc trừ sâu khi người dân sử dụng khi sản xuất bông cũng ảnh hưởng không nhỏ tới sức khỏe của các em bé.
 - Tã giấy thông thường đầu độc môi trường
Các nhà hoạt động vì môi trường cũng lên tiếng chỉ  trích tã giấy sử dụng 1 lần. Một đứa trẻ từ khi sinh ra đến lúc tự đi vệ sinh được sẽ cần khoảng 5.300 chiếc tã giấy. Và phải mất 120 – 399,5 kg bột bông và 130 kg nhựa để sản xuất nên tã giấy cho một đứa trẻ/năm. Con số này đặt ra vấn đề về việc sử dụng tài nguyên thiên nhiên bền vững cũng như vấn đề tái chế. Vì tã giấy cũng là sản phẩm gây nên núi chất thải xếp thứ 3, chỉ sau sách, báo và chai/lon nước giải khát.
Bên cạnh đó, trong quá trình sản xuất và phân hủy tã giấy, nước thải từ từ bột giấy, nhựa, dung môi, bùn, kim loại nặng, polyme không phản ứng, dioxin và furan sẽ gây ô nhiễm nghiêm trọng tới nguồn nước, đất, không khí.
Chính vì những vấn đề liên quan tới sức khỏe và môi trường nên vào những năm cuối thể kỷ 20, các nhà khoa học kết hợp cùng các tập đoàn sản xuất  tã giấy lớn trên thế giới đã nghiên cứu ra loại tã giấy hữu cơ – giải pháp thay thế cho tã giấy thông thường.

## Tã giấy hữu cơ
Tã giấy hữu cơ phải đảm bảo 2 yếu tố:
- An toàn tuyệt đối cho người sử dụng: Tã giấy hữu cơ không được chứa các chất tẩy trắng Chlorine (Clo), Formaldehyde, colophonium AZO – Thuốc nhuộm PVC và các chất hóa quang hoặc các hợp chất có nguy cơ gây hại cao SVHC - Substances of Very High Concern. Do đó, trẻ sẽ không bị đe dọa bởi các căn bệnh liên quan tới da, rối loạn nội tiết và ung thư.
- Thân thiện với môi trường: Tã giấy hữu cơ cần đảm bảo không gây nên tình trạng ô nhiễm từ quá trình sản xuất đến việc phân hủy trong môi trường tự nhiên.
Để đảm bảo thực sự là tã giấy hữu cơ, sản phẩm phải được kiểm nghiệm và cấp chứng nhận bởi bên thứ ba.

## Các chứng nhận tã giấy hữu cơ
- Dermatologically Tested – Kiểm nghiệm da liễu, không gây kích ứng
Để đảm bảo tã giấy hữu cơ thực sự không làm ảnh hưởng tới làn da của trẻ, thì sản phẩm đó phải trải qua các kiểm tra nghiêm ngặt của các cơ quan y tế. Sản phẩm phải được được dùng thử trên da mặt và da vùng mắt – những vùng da cực kỳ nhạy cảm của một nhóm người tình nguyện với sự giám sát chặt chẽ của các chuyên gia da liễu và bác sĩ nhãn khoa để kiểm định sản phẩm có gây kích ứng, tổn thương da không. Vượt qua những kiểm tra ngặt nghèo này, sản phẩm sẽ được cấp chứng nhận Dermatologically Tested. Với các sản phẩm có ghi chú này, tã giấy sẽ an toàn cho làn da nhạy cảm của em bé.
- Nordic Eco Label – Chứng nhận thiện với môi trường
Tã giấy hữu cơ ngoài việc đảm bảo an toàn tuyệt đối cho người sử dụng thì còn phải thỏa mãn yếu tố thân thiện với môi trường. Theo  quy chuẩn của Chứng nhận sinh thái Bắc Âu (Nordic Swan Ecolabel)  thì tã giấy được cấp chứng nhận thân thiện với môi trường phải đảm bảo 3 yếu tố:
+Vượt qua các tiêu chí khắt khe về tác động của SP đến môi trường
+Đáp ứng yêu cầu cao về bảo vệ môi trường trong tất cả các giai đoạn từ sản xuất đến tiêu dùng, tái sử dụng sản phẩm
+SP với 50% nguyên liệu có thể tái sử dụng được 
Một số hãng như Abena sản xuất tã giấy Bambo Nature tại Đan Mạch còn có tỉ lệ tái sử dụng lên đến 95%.
Những quy chuẩn của Nordic Eco Label cũng tương đồng với quy chuẩn của chứng nhận sinh thái châu Âu - EU Flower.
- FSC Label –  Chứng nhận nguyên liệu bột gỗ có nguồn gốc rõ ràng
Có một thực tế là khi không sử dụng chất tẩy trắng thì nhà sản xuất sẽ phải sử dụng nguyên liệu mới 100%, nghĩa là dùng bột bông/gỗ tươi để sản xuất tã giấy hữu cơ chứ không phải nguồn tái chế. Điều này đặt ra thách thức với các nhà sản xuất giữa sức khỏe, lợi ích của khách hàng và việc khai thác rừng phù hợp. Theo quy chuẩn của Hội đồng quản lý rừng châu Âu Forest Stewardship Council nếu nguồn nguyên liệu bột gỗ mà nhà sản xuất sử dụng thỏa mãn 3 yếu tố dưới đây thì sẽ được cấp chứng nhận bảo vệ rừng FSC label:
- Sản phẩm phải được sản xuất từ nguồn rừng được quản lý nghiêm ngặt và khai thác có kế hoạch (duy trì, bảo tồn đi kèm công tác trồng mới).
- Sản phẩm  đáp ứng bộ tiêu chuẩn 10 nguyên tắc và 56 tiêu chí của nhãn.
- Sản phẩm có trách nhiệm với rừng.
Tã giấy hữu cơ được cấp chứng nhận FSC Label thể hiện nhà sản xuất và sản phẩm có trách nhiệm với môi trường, sử dụng nguồn rừng được quản lý nghiêm ngặt, đúng tiêu chuẩn và hướng tới sự phát triển bền vững.